# Cyrtandra beckmannii
Cyrtandra beckmannii är en tvåhjärtbladig växtart som beskrevs av Franz Reinecke. Cyrtandra beckmannii ingår i släktet Cyrtandra och familjen Gesneriaceae. Inga underarter finns listade i Catalogue of Life.